# Ruszkowo (powiat ciechanowski)
Ruszkowo – wieś w Polsce, położona w województwie mazowieckim, w powiecie ciechanowskim, w gminie Gołymin-Ośrodek.
| SIMC    | Nazwa     | Rodzaj                         |
| ------- | --------- | ------------------------------ |
| 0115329 | Rybakówka | część wsi (od 2024 r. kolonia) |

W latach 1975–1998 wieś należała administracyjnie do województwa ciechanowskiego.